# باستيان (فيرجينيا)
باستيان، فيرجينيا (بالإنجليزية: Bastian, Virginia) هو مكان مخصص للتعداد السكاني (CDP) يقع في مقاطعة بلاوند بولاية فيرجينيا في الولايات المتحدة. بلغ عدد سكانه 372 نسمة حسب تعداد الولايات المتحدة لعام 2010، ويُعتبر من المجتمعات الصغيرة والهادئة التي تقع ضمن منطقة أبالاتشيا الجبلية.

## معنى مكان مخصص للتعداد السكاني
منطقة سكنية محددة جغرافيًا ليس لها حكومة محلية خاصة بها، ولكن يتم التعرف عليها لأغراض إحصائية فقط.

### بعبارة أخرى:
- هي بلدة أو تجمع سكاني، لكنه ليس مدينة أو قرية رسمية.
- لا تمتلك بلدية أو مجلس محلي.
- يتم تعريفها فقط من أجل جمع البيانات السكانية والاقتصادية أثناء التعداد السكاني.
- قد تحتوي على منازل، مدارس، متاجر، وبنية تحتية محلية، لكنها تُدار إداريًا من قبل المقاطعة أو الولاية التي تقع ضمنها.

## الجغرافيا
تقع باستيان في الجزء الجنوبي الغربي من ولاية فرجينيا، بالقرب من جبال بلو ريدج. تبلغ المساحة الكلية للمنطقة حوالي 4.9 كيلومتر مربع، وكلها أراضٍ يابسة دون وجود مسطحات مائية داخل حدودها. وتحيط بها طبيعة جبلية وغابات كثيفة، مما يجعلها منطقة مثالية لعشاق الطبيعة.

## السكان
وفقًا لتعداد عام 2010، بلغ عدد سكان باستيان 372 نسمة. ويتوزع السكان على عدة منازل ومزارع ريفية، ويتميز المجتمع بطابعه الريفي المحافظ. يعتمد الاقتصاد المحلي على بعض الصناعات الخفيفة، والخدمات، بالإضافة إلى الزراعة وتربية الماشية.

## الاقتصاد والبنية التحتية
تتوفر في باستيان بعض المرافق الأساسية مثل:
- مكتب بريد (رمز بريدي: 24314)
- محال صغيرة ومحطات وقود
- مدارس محلية ضمن نظام مدارس مقاطعة بلاوند العامة
- طرق محلية تربطها بالمدن المجاورة مثل بلاند وويثفيل

ويُعتبر الطريق السريع بين الولايات I-77 قريبًا من المنطقة، مما يسهل الوصول إلى باستيان من الشمال والجنوب.

## الحياة المجتمعية
تتميز باستيان بجو اجتماعي متماسك، حيث تقام فعاليات محلية واحتفالات موسمية في المدرسة أو كنائس المنطقة. كما تشتهر بهدوئها وطبيعتها الريفية التي تجذب بعض الزوار خلال فصول الربيع والخريف للاستمتاع بالمناظر الطبيعية.

## الرمز البريدي
الرمز البريدي للمنطقة هو 24314، وتخدمه شبكة البريد الأمريكية عبر مكتب صغير داخل البلدة.